# Debora Fragni
Debora Fragni (Parma, 16 settembre 1992) è una calciatrice italiana, di ruolo centrocampista.

## Carriera
Fragni si appassiona al calcio fin da piccola e decide di concretizzare la propria passione tesserandosi con la Reggiana, club che la inserisce nelle formazioni giovanili fino alla squadra che partecipa al Campionato Primavera.
Le prestazioni offerte convincono la dirigenza a inserirla nella rosa della squadra titolare come riserva dalla stagione 2009-2010, facendo il suo debutto in Serie A il 19 dicembre 2009, all'ottava giornata di campionato, rilevando Elisabetta Spina al 52' nell'incontro vinto per 4-1 sul Chiasiellis. Pur venendo impiegata solo in 4 occasioni su 22 incontri, Fragni contribuisce a far raggiungere alla Reggiana la 4ª posizione in campionato. In quella stessa stagione si rivela decisiva nella conquista della terza Coppa Italia del club reggiano, quando nella finale del 12 giugno 2010, disputata a Capo d'Orlando contro le neocampionesse d'Italia della Torres, la partita è decisa ai calci di rigore dopo che i tempi supplementari avevano sancito la parità con una rete per parte; chiamata come rigorista è sua l'ultima rete messa a segno a differenza della torresina Selenia Iachelli.
Fragni veste la maglia granata, stavolta da titolare, anche la stagione successiva, campionato che si rivela più complicato del precedente che vede la squadra lottare per la salvezza nella parte bassa della classifica. Il mister Milena Bertolini la impiega in turnover con altri elementi del centrocampo e al termine della stagione colleziona comunque 25 presenze su 26 partite. Contribuisce a far raggiungere alla squadra la 10ª posizione e la salvezza, ma durante l'estate 2011 la situazione finanziaria del club non consente l'iscrizione della Reggiana alla Serie A e che costringe la dirigenza a ripartire dalla Serie C regionale, lasciando svincolate Fragni e le sue compagne.
Durante il calciomercato estivo trova un accordo con l'Atalanta che le offre un posto da titolare per giocare in Serie A2, l'allora secondo livello del campionato italiano femminile di calcio, nella stagione entrante. Iscritta nel Girone A, grazie anche al suo contributo, scendendo in campo 18 volte su 26 partite e siglando un gol, una delle due reti con cui le nerazzurre perdono l'incontro per 4-2 con la Fortitudo Mozzecane, la squadra riesce a conquistare il sesto posto e la salvezza, tuttavia nuovamente i problemi societari compromettono la carriera di Fragni; durante l'estate 2012 l'Atalanta rinuncia al campionato di Serie A2 e svincola tutte le sue atlete.
Decide quindi di continuare la carriera in Sardegna, sottoscrivendo un contratto con l'Atletico Oristano per giocare in Serie B, ridiventato dopo la riforma del campionato femminile nuovamente secondo livello, nel Girone A dalla stagione 2013-2014. Contribuisce a far raggiungere alla sua squadra l'ottava posizione che le vale la salvezza ma al termine del campionato, anche per meglio conciliare gli impegni universitari, decide di concludere la sua avventura in terra sarda, congedandosi dalle biancazzurre con un tabellino personale di 16 presenze su 26 incontri e tre reti siglate.
Decide quindi di reindossare la maglia granata della Reggiana, neopromossa dalla Serie C Emilia-Romagna, per contribuire grazie alla sua esperienza alla salvezza della squadra iscritta al Girone C della serie B nell'entrante stagione 2014-2015, risultato raggiunto con la conquista della 11ª posizione. Fragni riesce a conciliare l'impegno sportivo al conseguimento della laurea in biologia presso l'Università degli Studi di Parma, scendendo in campo in tutte le 26 partite disputate e siglando due reti, tuttavia per problemi di lavoro è intenzionata ad abbandonare il calcio giocato e decide di non rinnovare il contratto con la squadra di Reggio nell'Emilia. Nel frattempo disputa l'edizione 2015 dei Campionati Nazionali Universitari giocando nella formazione femminile di calcio a 5 del CUS Parma.
Tuttavia la conferma che la nuova realtà societaria della sua città, il Parma Calcio 1913, ha deciso di promuovere una sua sezione femminile, convince Fragni a rinunciare a tale proposito e a sottoscrivere un contratto con la squadra iscritta alla Serie C regionale.

## Palmarès
- Coppa Italia: 1

Reggiana: 2010